# عشر الكنيسة
ضريبة كنسيّة مقدارها العُشر تفرض علي أرباح قطعة أرض. وفي الإنجيل استخدم عُشر الكنيسة أساساً لمساندة الكهانة، وكانت هناك ضريبة العشر للفقراء.
وفي القرن السادس الميلادي، بدأت مجالس الكنيسة الكاثوليكية في الأمر بدفع الضرائب. وفي عهد شارلمان أصبح مثل هذا الدفع قانوناً حكومياً. وفي إنجلترا طلب البابا أدريان الأول ضرائب عشر الكنيسة من جميع الأراضي بإستثناء تلك التي تخص الكنيسة والتاج. ولايزال إيجار عشر الكنيسة يُحصّل في قليل من أبرشيات كنيسة إنجلترا. وتدعم ضرائب العُشر الكنيسة الرومانية الكاثوليكية في كوبيك، بكندا. ويساهم أعضاء بعض الكنائس البروتستانتية بعُشر دخلهم للكنيسة.